# Durocòrtorum
Durocòrtorum (llatí: Durocortorum) era una ciutat de l'antiga Gàl·lia Belga esmentada per Juli Cèsar com capital dels rems (remi), el primer poble belga al nord del Marne. Més tard la ciutat va prendre el nom del poble, que va evolucionar a Reims.
Estrabó, que anomena la ciutat Duricortora (Δουρικόρτορα), l'anomena la "metròpoli dels rems" i diu que la ciutat "va rebre els governadors romans", que s'interpreta com que la ciutat era la seu de la Gàl·lia Lugdunensis. Ammià Marcel·lí diu que era una de les ciutats principals de la Belgica secunda i que n'era la capital. Era un lloc important, i des d'allí sortien vies de comunicació a totes les parts de la Gàl·lia. Claudi Ptolemeu l'anomena Δουροκόττορον ("Dourokottoron"), i Esteve de Bizanci Δοροκόττορος ("Dorokottoros"). De Marc Corneli Frontó es conserva un fragment d'un discurs que diu: "et illae vestrae Athenae Durocorthoro", del que s'ha deduït que la ciutat tenia una escola de retòrica.
Va ser seu d'un bisbe i a la catedral hi van ser coronats més tard els reis de França, i aquesta catedral se suposa que va ser construïda al lloc de l'antic temple romà. Queden algunes restes: un arc triomfal (anomenat l'arc de triomf de la porta de Mart, amb tres arcs i 8 columnes corínties), el Mont d'Arene (l'amfiteatre), la tomba de Jovinus (dins la catedral, una escultura romana dedicada a Jovinus, nadiu de la ciutat que va ser cònsol a Roma), i les restes d'unes termes a tres cases de la Rue du Cloitre, a més de les restes de set camins romans; un altre arc triomfal erigit per Flavi Constantí va ser destruït.